# 슈피커 중심

슈피커 중심

기하학에서 슈피커 중심(Spieker中心, 영어: Spieker center)은 주어진 삼각형의 중점 삼각형의 내심이다. 즉, 이는 중점 삼각형의 세 각의 이등분선의 교점이다. 이 세 직선은 원래 삼각형의 각 변의 중점을 지나고 원래 삼각형의 둘레를 이등분하는 직선으로 정의할 수도 있다. 슈피커 중심은 밀도가 균일한 삼각형 테두리의 무게 중심과 같다.

## 정의
삼각형 {\displaystyle ABC}의 중점 삼각형의 내접원을 원래 삼각형 {\displaystyle ABC}의 슈피커 원(Spieker圓, 영어: Spieker circle)이라고 하고, 이 원의 중심 {\displaystyle S}를 삼각형 {\displaystyle ABC}의 슈피커 중심이라고 한다.:3, §1.1, (d)